# Bruce Goff

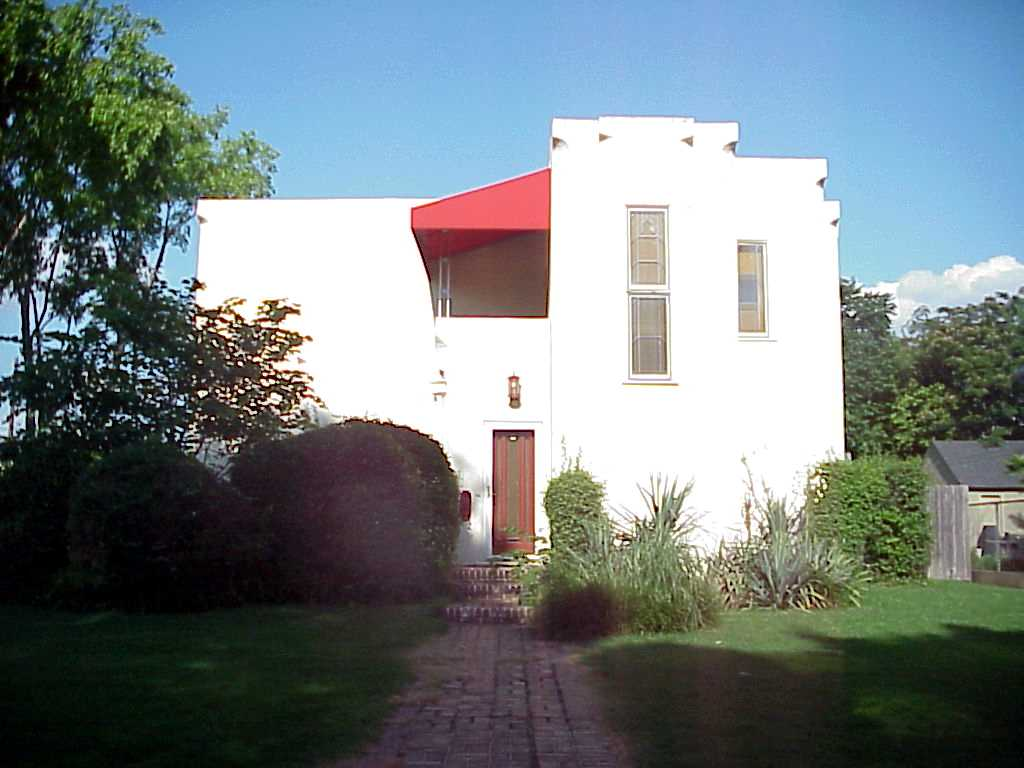
Adah Robinson House

Bruce Alonso Goff (Alton, 8 giugno 1904 – Tyler, 4 agosto 1982) è stato un architetto statunitense, conosciuto per i suoi originali progetti organici, eclettici e flamboyant di case ed altri edifici ad Oklahoma e nei dintorni.

## Biografia

### Primi anni
Nacque ad Alton nel Kansas. Fu un bambino prodigio: entrò a soli dodici anni di età nello studio di Rush, Endacott & Rush di Tulsa, divenendone socio nel 1930.